# Campionati pacifico-americani di slittino 2014
I Campionati pacifico-americani di slittino 2014, terza edizione della manifestazione, si sono disputati a Whistler, in Canada, dal 5 al 7 dicembre 2013 sul Whistler Sliding Centre, il tracciato che ospitò le Olimpiadi di Vancouver 2010.
L'evento si è svolto all'interno della quarta tappa di Coppa del Mondo 2013/14.

## Podi
| Evento         | Oro                         | Tempo    | Argento                            | Tempo    | Bronzo                           | Tempo    |
| Singolo Uomini | Chris Mazdzer               | 1'36"978 | Samuel Edney                       | 1'37"106 | Tucker West                      | 1'37"368 |
| Singolo Donne  | Alex Gough                  | 1'13"560 | Erin Hamlin                        | 1'13"780 | Kate Hansen                      | 1'13"796 |
| Doppio         | Tristan Walker Justin Snith | 1'13"378 | Matthew Mortensen Preston Griffall | 1'13"558 | Christian Niccum Jayson Terdiman | 1'13"821 |

## Singolo uomini
L'atleta statunitense Christopher Mazdzer conferma il titolo conquistato l'anno precedente battendo il canadese Samuel Edney e l'altro statunitense Tucker West.
| Pos. | Atleti              | Nazione     | Tempo    | Distacco |
| ---- | ------------------- | ----------- | -------- | -------- |
|      | Christopher Mazdzer | Stati Uniti | 1'36"978 |          |
|      | Samuel Edney        | Canada      | 1'37"106 | +0"128   |
|      | Tucker West         | Stati Uniti | 1'37"368 | +0"390   |
| 4    | Taylor Morris       | Stati Uniti | 1'37"656 | +0"678   |
| 5    | Mitchel Malyk       | Canada      | 1'37"800 | +0"822   |
| 6    | Aidan Kelly         | Stati Uniti | 1'37"901 | +0"923   |
| 7    | John Fennell        | Canada      | 1'38"048 | +1"070   |
| 8    | Bruno Banani        | Tonga       | 1'39"067 | +2"089   |
| 9    | Alexander Ferlazzo  | Australia   | 50"460   | -        |
| 10   | Daniel Newton       | Australia   | 50"612   | -        |

## Singolo donne
L'atleta di casa Alex Gough si aggiudica la gara battendo Erin Hamlin e Kate Hansen; la campionessa uscente Julia Clukey giunge quarta.
| Pos. | Atleti          | Nazione     | Tempo    | Distacco |
| ---- | --------------- | ----------- | -------- | -------- |
|      | Alex Gough      | Canada      | 1'13"560 |          |
|      | Erin Hamlin     | Stati Uniti | 1'13"780 | +0"220   |
|      | Kate Hansen     | Stati Uniti | 1'13"796 | +0"236   |
| 4    | Julia Clukey    | Stati Uniti | 1'13"948 | +0"388   |
| 5    | Summer Britcher | Stati Uniti | 1'14"066 | +0"506   |
| 6    | Kimberley McRae | Canada      | 1'14"070 | +0"510   |
| 7    | Arianne Jones   | Canada      | 1'14"252 | +0"692   |
| 8    | Jordan Smith    | Canada      | 1'14"390 | +0"830   |

## Doppio
I canadesi Tristan Walker e Justin Snith confermano il titolo vinto nel 2013 battendo le coppie statunitensi Mortensen/Griffall e Niccum/Terdiman
| Pos. | Atleti                             | Nazione     | Tempo    | Distacco |
| ---- | ---------------------------------- | ----------- | -------- | -------- |
|      | Tristan Walker Justin Snith        | Canada      | 1'13"378 |          |
|      | Matthew Mortensen Preston Griffall | Stati Uniti | 1'13"558 | +0"180   |
|      | Christian Niccum Jayson Terdiman   | Stati Uniti | 1'13"821 | +0"443   |
| 4    | Jake Hyrns Andrew Sherk            | Germania    | 1'14"616 | +1"238   |

## Medagliere
| Posizione | Nazione     | Oro | Argento | Bronzo | Totale |
| --------- | ----------- | --- | ------- | ------ | ------ |
| 1         | Canada      | 2   | 1       | 0      | 3      |
| 2         | Stati Uniti | 1   | 2       | 3      | 6      |
| Totale    | Totale      | 3   | 3       | 3      | 9      |